# 上海體育場
上海體育場，又稱八萬人體育場，是一座位於中國上海徐汇区的多功能综合性体育场。多數時候用做足球賽事場地，曾經為上海中远、上海上港的主場，现为上海申花主场。此亦可举办其他体育赛事、演唱会、展览会等多种用途。

## 概況
上海體育場是為了承辦1997年的中華人民共和國第八屆全國運動會，由上海市委和市政府合資而成，耗資十餘億元人民幣。體育場是八運會的主體育場，最多可容納六萬名觀眾，並設有近1600個停車泊位。現一般情況，在举办普通足球賽事和一般商业演唱會之时，體育場只开放56,842個座位。1999年，張惠妹第一位是登上上海體育場演唱的華人歌手，且全場爆滿、8萬人座無虛席，演出當晚體育場四周交通大打結，更吸引國內外權威媒體報導，成為為上海史上最成功的演唱會之一。2020年，上海體育場進行改造，原有田径赛道被完全拆除，同时观众席规模从56,842人扩展为72,000人。2023年4月16日，改造后的上海體育場正式启用，首个赛事是2023赛季中超联赛上海申花对阵山东泰山的比赛。
上海體育場是20世紀中國規模最大體育場之一，球場協辦了2008年夏季奧運會部分足球賽事。
2020年，上海体育场开启改造升级。2023年，改造完成。

## 建筑设计
体育场主体建筑东西跨度288.4米，南北跨度274.4米，整体空间结构西高东低，南北对称，建筑高度为70.6米。看台采用钢筋混泥土框架结构，屋盖采用钢结构，最大外环梁长27.89米、宽9.76米，高10.78米、重46.65吨；最大悬挑桁架长度为73.5米，重80吨。悬挑长度73.5米，建成时为世界第一，屋面为全膜面设计。
体育场屋面造型呈马鞍形曲面，由美国企业为体育场的膜结构进行设计与制作，采用由玻璃纤维布涂覆合成树脂构成的轻质SHEERFILL建筑膜，呈白色半透明状，是中国第一座采用该种膜结构的体育场。
在1998年和1999年，上海體育場被選為「上海市最佳體育建築」及「新中國50周年上海十大經典建築金獎」之一。建築外型採用馬鞍型、大懸挑鋼管空間層蓋結構，覆以賽福龍塗面玻璃纖維成型膜。

## 承辦重要賽事
- 1997年，第八屆全國運動會 主體育場
- 2007年，12屆世界夏季特殊奧林匹克運動會 主體育場
- 2008年，北京奧運會 上海分賽場
- 2020年，英雄聯盟2020賽季全球總決賽 決賽場地→浦東足球場

## 承辦足球聯賽一覽表
| 年份   | 足球聯賽         | 球隊             |
| ------ | ---------------- | ---------------- |
| 1998年 | 中國足球甲A聯賽  | 上海申花         |
| 2001年 | 中國足球甲B聯賽  | 上海中遠匯麗     |
| 2002年 | 中國足球甲A聯賽  | 上海中遠匯麗     |
| 2003年 | 中國足球甲A聯賽  | 上海中遠三林國際 |
| 2004年 | 中國足球超級聯賽 | 上海中遠三林國際 |
| 2005年 | 中國足球超級聯賽 | 上海永大國際     |
| 2009年 | 中國足球甲級聯賽 | 上海東亞         |
| 2010年 | 中國足球甲級聯賽 | 上海東亞         |
| 2011年 | 中國足球甲級聯賽 | 上海東亞         |
| 2012年 | 中國足球甲級聯賽 | 上海東亞特萊士   |
| 2013年 | 中國足球超級聯賽 | 上海東亞上港集團 |
| 2014年 | 中國足球超級聯賽 | 上海東亞上港集團 |
| 2015年 | 中國足球超級聯賽 | 上海上港集團     |
| 2016年 | 中國足球超級聯賽 | 上海上港集團     |
| 2017年 | 中國足球超級聯賽 | 上海上港集團     |
| 2018年 | 中國足球超級聯賽 | 上海上港集團     |
| 2019年 | 中國足球超級聯賽 | 上海上港集團     |
| 2023年 | 中國足球超級聯賽 | 上海申花         |

## 交通
- 上海軌道交通：上海體育場站（4號線）、上海體育館站（1號線及4號線）、上海游泳馆站（11號線）

## 扩展阅读
- World Stadiums entry（页面存档备份，存于）
- 上海东亚体育文化中心官网

31°11′0.61″N 121°26′14.28″E / 31.1835028°N 121.4373000°E
| 前任： 工人体育场 北京 | 中华人民共和国全国运动会 开幕式场地 第八届（1997年） | 繼任： 广东奥林匹克体育中心 广州 |